# Jack Parker
Roger Parker, detto Jack (27 settembre 1915 – 29 maggio 1964), è stato un multiplista statunitense.

## Palmarès

### Olimpiadi
- Bronzo a Berlino 1936 nel decathlon.